# 오슈시
오슈시(일본어: 奥州市)는 일본 이와테현 남서부에 있는 시이다. 모리오카시 다음으로 이와테현에서 두 번째로 인구가 많은 도시이다.
2006년 2월 20일에 미즈사와시, 에사시시, 이사와군의 마에사와정, 이사와정, 고로모가와촌이 합병해 탄생하였다.

## 지리
서쪽은 오우산맥, 동쪽은 기타카미 산지에 끼어 있는 기타카미 분지의 남부에 위치한다. 주된 가주지는 서쪽으로 흐르는 이사와강에 의해 형성된 넓이 2만ha의 일본 최대급 이사와 선상지와 그 선단의 동쪽을 남북으로 흐르는 기타카미강이 형성한 하안단구 및 그 외의 오가와강가 평지와 고원 지역이다.
오슈시 최고봉인 야케이시다케를 주봉우리로 하는 서부 지역의 야케이시 연봉에는 너도밤나무의 원생림이 많이 남아 있다. 또 기타카미강 동쪽에는 기타카미 산지로 연결되는 전원 지대가 펼쳐지고 동단부에는 다네야마 고원, 아와라야마 고원이 있어 지역 전역에 녹지가 풍부하다.
구 오슈 가도 및 도호쿠 본선은 선단 주변으로 하안단구상의 미즈사와구 중심 지역을 남북으로 지나지만 단구애 밑의 단구면을 통과하는 국도 4호선을 따라 새로운 시가지가 형성되어 대규모 로드사이드 점포의 진출을 볼 수 있다. 도호쿠 신칸센 미즈사와에사시역은 그 대안(기타카미강 동안)에 위치하고 있다. 교통이 편리해 상업 집적이 진행되었고 공업단지 등이 정비되어 전통 산업과 기간산업의 사업 전개를 도모하고 있다.

## 역사
도호쿠 지방이 야마토 왕권에 복속하지 않고 독립을 유지하고 있던 지방 왕국(히다카미국) 시대부터 센다이 평야 남부와 함께 도호쿠 지방 주민의 중심지였다. 당시 도호쿠 지방 사람들은 야마토 왕권으로부터 에조로 불리며 두려워하고 있었다. 5세기 전후 센다이 평야를 중심으로 하는 도호쿠 지방 남부가 야마토 왕권에 복속하면서 야마토 왕권은 미즈사와 분지를 중심으로 하는 도호쿠 지방 중남부의 에조와 날카롭게 대립했다.
780년에는 에조와 야마토 조정의 사이에 이른바 "38년 전쟁"이 시작되었다. 이때도 미즈사와·에사시는 에조 측의 근거지였다. 789년 에조의 군사 지도자 아테루이가 지휘하는 에조군은 철저하게 항전해 야마토군을 격퇴했다. 그러나 802년에는 쇼군 사카노우에노 다무라마로에게 항복해 "38년 전쟁"은 간무 천황의 승리로 끝이 났다.
헤이안 시대 후기, 고로마가와를 거점으로 하는 호족인 아베씨가 부수장으로서 오쿠로쿠군을 지배해 부근에서는 고쿠시(지방관)보다 훨씬 강력한 세력을 가지기에 이르렀다. 그러나 젠쿠젠 전쟁으로 데와국의 부수장 기요하라씨의 원군을 얻은 미나모토노 요리요시·미나모토노 요시이에 부자에 의해 멸망했다.
가마쿠라 시대부터 무로마치 시대에 걸쳐 가사이씨가 이곳을 통치했다. 이후 다테 마사무네가 이곳을 차지하였으며 오슈시 일대는 센다이번의 일부가 되었다. 이후 에도 막부 말기까지 230년 간 미즈사와번이 이곳을 지배했다. 오슈 가도가 남북으로 지나 성시, 역참 마을로 번창하였다.
1872년 폐번치현으로 미즈사와현, 에사시현이 설치되었다. 이후 현 합병으로 동년 11월에 이치노세키현, 동년 12월에는 미즈사와현이 되었다. 2006년 2월 20일에 미즈사와시, 에사시시, 이부리군의 마에사와정, 이사와정, 고로모가와촌이 합병해 오슈시가 탄생하였다.

## 교통

### 철도
- 동일본 여객철도
  - 도호쿠 신칸센
  - 도호쿠 본선

### 도로
- 도호쿠 자동차도
- 국도 4호선
- 국도 107호선
- 국도 343호선
- 국도 397호선
- 국도 456호선

## 인구
| 연도 | 인구    | ±%     |
| ---- | ------- | ------ |
| 1920 | 93,876  | —      |
| 1930 | 104,752 | +11.6% |
| 1940 | 110,980 | +5.9%  |
| 1950 | 137,556 | +23.9% |
| 1960 | 138,272 | +0.5%  |
| 1970 | 126,304 | −8.7%  |
| 1980 | 130,318 | +3.2%  |
| 1990 | 132,116 | +1.4%  |
| 2000 | 133,056 | +0.7%  |
| 2010 | 124,746 | −6.2%  |

## 기후
| 오슈시 와카야나기의 기후                                     | 오슈시 와카야나기의 기후 | 오슈시 와카야나기의 기후 | 오슈시 와카야나기의 기후 | 오슈시 와카야나기의 기후 | 오슈시 와카야나기의 기후 | 오슈시 와카야나기의 기후 | 오슈시 와카야나기의 기후 | 오슈시 와카야나기의 기후 | 오슈시 와카야나기의 기후 | 오슈시 와카야나기의 기후 | 오슈시 와카야나기의 기후 | 오슈시 와카야나기의 기후 | 오슈시 와카야나기의 기후 |
| 월                                                           | 1월                      | 2월                      | 3월                      | 4월                      | 5월                      | 6월                      | 7월                      | 8월                      | 9월                      | 10월                     | 11월                     | 12월                     | 연간                     |
| ------------------------------------------------------------ | ------------------------ | ------------------------ | ------------------------ | ------------------------ | ------------------------ | ------------------------ | ------------------------ | ------------------------ | ------------------------ | ------------------------ | ------------------------ | ------------------------ | ------------------------ |
| 역대 최고 기온 °C (°F)                                       | 14.1 (57.4)              | 15.9 (60.6)              | 21.7 (71.1)              | 30.6 (87.1)              | 33.6 (92.5)              | 33.4 (92.1)              | 35.8 (96.4)              | 36.9 (98.4)              | 34.7 (94.5)              | 28.3 (82.9)              | 22.7 (72.9)              | 19.3 (66.7)              | 36.9 (98.4)              |
| 일평균 최고 기온 °C (°F)                                     | 2.1 (35.8)               | 3.3 (37.9)               | 8.0 (46.4)               | 14.9 (58.8)              | 20.5 (68.9)              | 23.9 (75.0)              | 27.0 (80.6)              | 28.5 (83.3)              | 24.5 (76.1)              | 18.4 (65.1)              | 11.5 (52.7)              | 4.6 (40.3)               | 15.6 (60.1)              |
| 일일 평균 기온 °C (°F)                                       | −1.4 (29.5)              | −0.7 (30.7)              | 3.0 (37.4)               | 8.9 (48.0)               | 14.8 (58.6)              | 18.8 (65.8)              | 22.3 (72.1)              | 23.4 (74.1)              | 19.5 (67.1)              | 13.1 (55.6)              | 6.6 (43.9)               | 1.0 (33.8)               | 10.8 (51.4)              |
| 일평균 최저 기온 °C (°F)                                     | −5.1 (22.8)              | −4.7 (23.5)              | −1.5 (29.3)              | 3.2 (37.8)               | 9.7 (49.5)               | 14.7 (58.5)              | 18.8 (65.8)              | 19.8 (67.6)              | 15.5 (59.9)              | 8.5 (47.3)               | 2.1 (35.8)               | −2.4 (27.7)              | 6.5 (43.8)               |
| 역대 최저 기온 °C (°F)                                       | −19.9 (−3.8)             | −15.9 (3.4)              | −13.2 (8.2)              | −6.5 (20.3)              | 0.9 (33.6)               | 6.3 (43.3)               | 9.0 (48.2)               | 11.4 (52.5)              | 4.4 (39.9)               | −0.9 (30.4)              | −8.2 (17.2)              | −12.5 (9.5)              | −19.9 (−3.8)             |
| 평균 강수량 mm (인치)                                        | 65.1 (2.56)              | 50.4 (1.98)              | 83.6 (3.29)              | 87.6 (3.45)              | 109.4 (4.31)             | 136.6 (5.38)             | 186.3 (7.33)             | 154.4 (6.08)             | 166.9 (6.57)             | 124.6 (4.91)             | 80.7 (3.18)              | 80.8 (3.18)              | 1,325.2 (52.17)          |
| 평균 강수일수 (≥ 1.0 mm)                                     | 14.0                     | 11.7                     | 12.0                     | 10.3                     | 10.5                     | 10.6                     | 13.1                     | 11.9                     | 11.6                     | 10.8                     | 11.6                     | 14.6                     | 142.7                    |
| 평균 월간 일조시간                                           | 74.6                     | 90.8                     | 141.5                    | 171.0                    | 179.3                    | 140.2                    | 119.3                    | 133.0                    | 115.8                    | 127.8                    | 109.7                    | 76.2                     | 1,485.2                  |
| 출처: 일본 기상청 (평년값: 1991년~2020년, 극값: 1976년~현재) |                          |                          |                          |                          |                          |                          |                          |                          |                          |                          |                          |                          |                          |